# Hạng thương gia

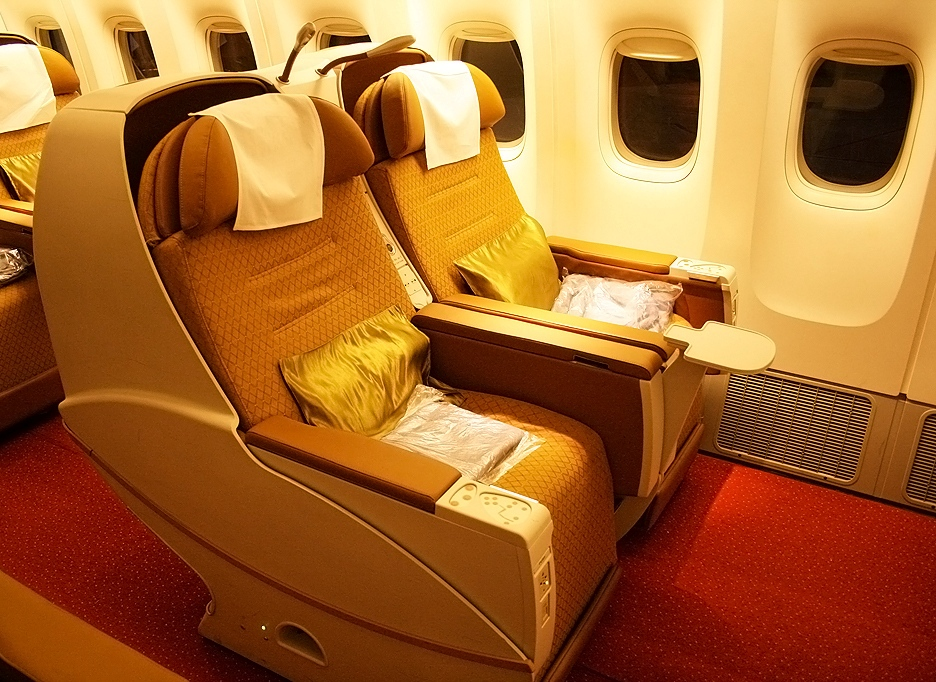
Ghế ngồi hạng thương gia trên Boeing 777 của Air India

Hạng thương gia (tiếng Anh: business class hoặc executive class) là hạng ghế đặc biệt với nhiều tiện nghi trên tàu bay, tàu thuyền hoặc tàu hỏa. Hạng ghế này cao hơn hạng phổ thông (economy class).

## Sự khác biệt của Hạng thương gia
- Tại sân bay, khách Hạng thương gia có nơi check-in riêng, họ không phải đợi lâu.
- Sau khi lấy Thẻ lên tàu, khách có Phòng đợi riêng. Tại đó họ được phục vụ đồ ăn nhẹ, đồ uống, rượu, thuốc lá, báo, Internet.
- Khách Hạng thương gia lên máy bay sau mọi người.
- Chỗ ngồi luôn được bố trí trong một khoang riêng biệt, ở phía trước máy bay.
- Thông thường ghế ngồi của Hạng thương gia rộng gấp rưỡi của Hạng phổ thông và lưng ghế có thể điều chỉnh để ngả nhiều hơn (thậm chí có thể ngả song song với sàn máy bay).
- Được phục vụ rượu có chất lượng cao miễn phí.
- Có suất ăn ngon và sang trọng hơn.
- Các tiện nghi khác đều nhiều hơn, tùy hãng cung cấp.
- Khi xuống máy bay, khách Hạng thương gia được ưu tiên xuống trước.

## Lịch sử Hạng thương gia
Hãng Qantas đưa ra Hạng ghế Thương gia lần đầu vào năm 1979. Đầu tháng 10 năm 1981, Scandinavian Airlines System giới thiệu tiếp EuroClass với cabin riêng biệt, quầy check-in riêng biệt cho khách bay suốt chuyến.
Các hãng hàng không khác lần lượt đưa ra Hạng thương gia của mình. Mỗi hãng hàng không gọi hạng ghế này theo một tên khác nhau: AirAsia "Premium XL" Northwest Airlines and KLM "World Business Class," Continental Airlines "BusinessFirst," Delta Air Lines "BusinessElite," EVA Air "Premium Laurel," Korean Air "Prestige Class," Icelandair "Saga Class," Philippine Airlines "Mabuhay Class," Air Pacific "Tabua Class," British Airways "Club World," Aerolineas Argentinas "Club Condor," Air France "Espace Affaires," Japan Airlines "Executive Class Seasons," Singapore Airlines "Raffles Class (formerly)," Thai Airways "Royal Silk," Malaysia Airlines "Golden Club Class" Etihad Airways "Pearl Zone," và Virgin Atlantic "Upper Class."

## Hạng thương gia trên tàu hỏa
Hãng vận chuyển Amtrak ở Hoa Kỳ đưa ra "business class" cho các tuyến tàu của mình. Không chịu thua kém, nhiều hãng khác như Northeast Corridor, Pacific Surfliner, Acela Express cũng đưa ra các hạng ghế tiêu chuẩn tương đương. Tuy nhiên, Hạng thương gia trên tàu nhiều khi còn đồng nghĩa với việc có giường nằm hạng sang.